# Partito Nuovo (Brasile)
Il Partito Nuovo (Partido Novo, NOVO) è un partito politico brasiliano, di orientamento classico liberale e libertario di destra.
Il partito è stato registrato il 23 luglio 2014, supportata dalle firme di 493.316 cittadini. La sua creazione è stata approvata il 15 settembre 2015.

## Ideologia
Il Partito Nuovo sostiene politiche volte a ridurre l'interferenza dello Stato nell'economia. Non prende posizione su questioni sociali come l'aborto e la legalizzazione delle droghe, mentre sostiene i diritti relativi al possesso e trasporto di armi e sostiene il matrimonio tra persone dello stesso sesso.

### Proposte
Le proposte del partito comprendono la riforma del modo in cui i partiti sono autorizzati a ottenere finanziamenti e la fine del voto obbligatorio e la difesa del finanziamento privato delle campagne.
Il partito mira alla privatizzazione di imprese pubbliche come Petrobras e Banco do Brasil, sebbene sostenga programmi di welfare come Bolsa Família.
Il partito si oppone all'ampia regolamentazione della vita nella società brasiliana e ritiene che la banca centrale dovrebbe essere indipendente dallo Stato.

## Risultati elettorali
| Elezioni            | Voti                                  | Percentuale | Seggi          |
| ------------------- | ------------------------------------- | ----------- | -------------- |
| Presidenziali 2018  | 2.679.596                             | 2,50%       | -              |
| Parlamentari 2018   | 2,748,079 (Camera) 3,467,746 (Senato) | 2,8% 2%     | 8 / 513 0 / 81 |
| Governatoriali 2018 |                                       | 3,7%        | 1 / 27         |